# Body Snatchers – Invasionen fortsätter
Body Snatchers – Invasionen fortsätter (originaltitel: Body Snatchers) amerikansk film från 1993 i regi av Abel Ferrara.
Filmen är den tredje av fyra filmatiseringar av romanen från 1955 av Jack Finney, de övriga är Världsrymden anfaller (1956), Världsrymden anfaller (1978) och The Invasion 2007.

## Handling
En agent ska göra undersökningar på en militärbas och har tagit med sin familj. Folk på basen börjar uppträda mystiskt och allt fler börjar misstänka att kollegors och familjemedlemmars kroppar tagits över av främmande varelser. 

## Rollista
- Terry Kinney - Steve Malone
- Meg Tilly - Carol Malone
- Gabrielle Anwar - Marti Malone
- Reilly Murphy - Andy Malone
- Billy Wirth - Tim Young
- Christine Elise - Jenn Platt
- R. Lee Ermey - General Platt
- Kathleen Doyle - Mrs. Platt
- Forest Whitaker - Major Collins
- G. Elvis Phillips - Pete